# Christian Krause
Christian Krause (* 6. Januar 1940 in Dallgow-Döberitz; † 28. November 2024 in Wolfenbüttel) war ein deutscher evangelischer Theologe und Landesbischof der Evangelisch-Lutherischen Landeskirche in Braunschweig mit Sitz in Wolfenbüttel.

## Familie und Ausbildung
Krause studierte von 1960 bis 1966 in Marburg, Heidelberg, Chicago (Fulbright-Stipendiat) und Göttingen evangelische Theologie. Nach seinem Ersten Theologischen Examen war er Forschungsassistent in der Theologischen Abteilung des Lutherischen Weltbundes (LWB) in Genf (1966/1967) und danach Vikar der Evangelisch-lutherischen Landeskirche Hannovers bis zum Zweiten Theologischen Examen und der Ordination zum lutherischen Pfarrer im Jahre 1969 in der lutherischen Gemeinde in Genf in der Schweiz.
Er war seit 1969 mit der Pädagogin und Oboistin Gertrud Krause verheiratet; sie haben vier Kinder.

## Beruf
Von 1969 bis 1970 war Christian Krause erneut beim Lutherischen Weltbund in Genf tätig, dieses Mal als Forschungssekretär. Von 1971 bis 1972 arbeitete er in der Leitung des Flüchtlingsdienstes des Lutherischen Weltbundes in Dar-es-Salaam/Tansania und wurde 1972 Oberkirchenrat im Lutherischen Kirchenamt der Vereinigten Evangelisch-Lutherischen Kirche in Deutschland (VELKD) und des Deutschen Nationalkomitees des LWB (DNK/LWB) mit Sitz in Hannover.
1985 folgten neun Jahre Tätigkeit als Generalsekretär des Deutschen Evangelischen Kirchentages mit Sitz in Fulda, bis er im Jahre 1994 zum Landesbischof der Evangelisch-Lutherischen Landeskirche in Braunschweig gewählt wurde. Während seiner Amtszeit als Landesbischof wurde Christian Krause 1997 bei der Vollversammlung des LWB in Hongkong zum Präsidenten des LWB für die Legislaturperiode bis 2003 berufen, was ihn dazu veranlasste, seine Tätigkeit in der Braunschweiger Landeskirche bereits zu Beginn seines 63. Lebensjahres im Januar 2002 zugunsten der LWB-Präsidentschaft zu beenden.

## Mitgliedschaften
Von 1999 bis 2005 war Krause zudem noch Vorsitzender des Aufsichtsrates des Evangelischen Entwicklungsdienstes (EED) mit Sitz in Bonn und seit 1995 war er Mitglied und später Vizepräsident der Staatsbürgerlichen Stiftung Bad Harzburg e. V. Außerdem war er seit 1995 Mitglied des Vorstands der Hermann Kunst-Stiftung zur Förderung der neutestamentlichen Textforschung.
Von 2000 bis 2007 war Krause Präsident des Luther-Zentrums Wittenberg.

## Auszeichnungen und Ehrungen
- 1994: Ehrendoktorwürde der Academy of Ecumenical Indian Theology and Church Administration, Madras, Indien
- 1999: Ehrendoktorwürde der Comenius-Universität in Bratislava, Slowakische Republik
- 2001: Großes Verdienstkreuz mit Stern des Verdienstordens der Bundesrepublik Deutschland, verliehen durch Bundespräsident Johannes Rau im Schloss Bellevue, Berlin
- 2006: Klaus-Hemmerle-Preis der Fokolarbewegung, verliehen im Dom zu Aachen (für sein Engagement als Brückenbauer der Ökumene)
- 2009: „Order of the Companions of O. R. Tambo“ (erster deutscher Träger des höchsten südafrikanischen Ordens, der einem Ausländer zuteilwerden kann), verliehen vom südafrikanischen Präsidenten Kgalema Motlanthe im Regierungssitz in Pretoria, Rep. Südafrika
- 2012: Ernennung zum „Paul Harris Fellow“ durch die „Rotary Foundation of Rotary International“ für die Förderung besserer Verständigung und freundlicher Beziehungen unter den Völkern der Welt.

## Publikationen
Neben vielen Aufsätzen und Vorträgen sind folgende Monographien mit Krause verbunden:
- Hat Luther uns erreicht?, 1983 (Mitherausgeber)
- Worte mit Flügeln, 1994 (Herausgeber)
- Aus Geschichte wird Zukunft, 1998
- …und folgten dem Stern, 2000 (Festschrift, hrsg. von Dieter Rammler)